# Argumentum е contrario
Шаблон:Сираче
Per argumentum a contrario (по аргумент на/от противното) е логически начин за извеждане на съждение при тълкуване на правото.
Аргументът на противното основание е много близък до аналогията, защото и при него се правоприлага по аналогия. Разликата е, че при аналогията, трябва да се намери сходство при главните белези на юридическите факти, докато при аргумента на противното основание трябва да има съществени различия в главните признаци на юридическите факти, за да може да се направи правния извод, че онова, което важи за уредения случай не важи за неуредения случай.